# Ghost Squad
Ghost Squad (2004) är titeln på ett spel släppt av det japanska företaget Sega. Spelet finns även släppt i en version till Wii.